# Малинки (Рязанская область)
Малинки — село Голдинского сельского поселения Михайловского района Рязанской области России.

## Название
Село упоминается также и с другим названием — Авинищи.

## История
Отмечается на картах генерального межевания конца XVIII века, как село Малинки, находящееся на реке Малиновке. Отсюда вероятно и происходит название селения. Речки нередко получают имена по названиям деревьев, кустарников, ягод, которые растут по берегам.
Село Малинки находится в 25 км. от г. Михайлов (бывший Михайловский уезд). Во второй четверти XVII века вотчина стольника Л.Г. Леонтьева (ум. после 1640), затем дворянина С.П. Ягужинского. Во второй половине XVIII века усадьба принадлежит ярославскому наместнику генерал-поручику, сенатору и кавалеру, впоследствии тайному советнику А.П. Мельгунову (1722-1788), женатому вторым браком на Н.И. Салтыковой (1742-1782). Затем село в качестве приданного за их дочерью Е.А. Мельгуновой (1770-1853) перешла к генерал-интенданту, члену Особой военной комиссии и Военной коллегии при Александре I, князю Д.П. Волконскому (1764-1812), который был временно захоронен в Малинках. В 1812-1840 годах селом владела вдова последнего княжна Е.А. Волконская, потом до 1852 года её племянник генерал-фельдмаршал, член Госсовета светлейший князь П.М. Волконский (1776-1852), женатый на статс-даме светлейшей княжне С.Г. Волконской (1785-1868). Далее их сын действительный статский советник светлейший князь Г.П. Волконский (1808-1882), женатый первым браком на графине М.А. Бенкендорф (г/р 1821), вторым браком на Л.А. Ваксель (1820-1880). После усадьба переходит сыну от второго брака гофмейстеру, представителю российского посольства в Риме светлейшему князю П.Г. Волконскому (1843-18960, женатый на княжне В.А. Львовой (г/р 1848). Последний владелец до 1917 года их сын светлейший князь П.П. Волконский (1872-1957).
Сохранились: простой архитектуры одноэтажный деревянный дом середины XIX века. Действующая церковь Михаила Архангела 1787 года в стиле классицизм построенная А.П. Мельгуновым, вместо прежней деревянной. Остатки пейзажного парка конца XVII-начала XIX века и пруды. Светлейшей княгине С.Г. Волконской принадлежал дом в Санкт-Петербурге на набережной Мойки, 12, где умер А.С. Пушкин.
До 7 октября 2004 года село было административным центром Малинковского сельского округа.

## Население
| 1859 | 1897  | 1906  | 2007 | 2010 |
| ---- | ----- | ----- | ---- | ---- |
| 1607 | ↗1722 | ↗1957 | ↘352 | ↘313 |

## Архангельский храм
Деревянная Архангельская церковь впервые упоминается в 1676 году.
В феврале 1679 году на имя митрополита Рязанского и Муромского Иосифа поступило прошение от священника Архангельской церкви села Малинок Потапа со товарищами, где он просил Владыку снизить церковные подати с новых приходов в деревнях Гагарине и Ольховце.
В ответ на просьбу вышел указ митрополита Иосифа, согласно которому «в селе Малинки двор попа Потапа, двор дьячков, двор пономарей, да крестьянских и бобыльских 72 двора, а земли и сенных покосов и иных угодий нет, впредь с той церкви дани платить по рублю по одиннадцати алтын с деньгою на год».
Церковь со временем пришла в ветхость и на её месте была построена новая возобновленная деревянная церковь в 1749 году.
В 1787 году была построена новая каменная Архангельская церковь с приделом в честь святителя Димитрия Ростовского на средства действительного статского советника и сенатора А. П. Мельгунова.
В 1915 году в приходе имелась одна церковно-приходская школа, двухклассная, которая содержалась в собственном доме.
До начала 1990-х годов Архангельская церковь была закрыта.
Ныне храм открыт, и там возобновлена церковная служба.
Реставрационные работы ещё полностью не завершены, но в целом храм находится в приличном состоянии.
Престолы
- главный — святого архистратига Божия Михаила
- южный придельный — Воздвижения Честнаго Креста Господня (после 1787 год)
- северный придельный — святителя Димитрия — митрополита Ростовского (1787 год)

Штат и содержание
В 1676 году своей земли у церковного притча не было.
В 1830 году в числе зданий, принадлежавших Архангельской церкви значилось 48 лавок, расположенных в двух каменных корпусах.
По штату в храме полагался один священник и один псаломщик.
В приходе имелась одна церковно-приходская школа, двухклассная, которая содержалась в собственном доме.
В 1915 году за церковью было закреплено 39,3 га земли: 3,3 га усадебной и 36 га пахотной.
К тому же в доход храма входили проценты с вложенных в банк денег.
Состав прихода
- с. Малинки
- с. Дорогинка
- д. Рябцево

В 1915 году число прихожан составляло 2200 человек.